# Переворухова, Алла Ивановна
Алла Ивановна Переворухова (род. 17 июля 1938, Иман, Дальневосточный край) — советская гребчиха. Трёхкратная чемпионка Европы по академической гребле 1963, 1965 и 1967 годов, серебряный призёр чемпионата Европы 1964 и 1966 годов. Заслуженный мастер спорта СССР (1965).

## Биография
Алла Переворухова родилась 17 июля 1938 года в городе Иман Хабаровской области Дальневосточного края (сейчас Дальнереченск Приморского края).
В 1952 году окончила Харьковский авиационный техникум. В 1952—1964 и 1971—1993 годах работала инженером Вильнюсского завода радиоизмерительных приборов.
Выступала в соревнованиях по академической гребле за вильнюсский «Жальгирис». 12 раз выигрывала чемпионат Литовской ССР: трижды в соревнованиях четвёрок с рулевым (1961, 1970—1971), девять раз — в соревнованиях восьмёрок (1960, 1962—1964, 1966—1970). Девять раз выигрывала медали чемпионата СССР среди восьмёрок: золотые в 1964 и 1967—1968 годах, серебряные в 1963, 1965, 1969—1971 годах, бронзовую в 1966 году.
Пять раз выигрывала медали чемпионата Европы в соревнованиях восьмёрок: золотые в 1963 году в Москве, в 1965 году в Дуйсбурге и в 1967 году в Виши, серебряные в 1964 году в Амстердаме и в 1966 году там же.
Заслуженный мастер спорта СССР (1965).